# Estadio 10 de diciembre
Das Estadio 10 de diciembre (deutsch Stadion des 10. Dezember) ist ein Fußballstadion in der Ciudad Cooperativa Cruz Azul, einer Kleinstadt im mexikanischen Bundesstaat Hidalgo. Genutzt wird die 1963 eingeweihte Spielstätte mit 17.000 Plätzen vom Fußballverein Cruz Azul Hidalgo.

## Herkunft des Namens
Der Name des Stadions wurde in Erinnerung an den 10. Dezember 1953 gewählt, als Guillermo Álvarez Macías den Vorstandsvorsitz von Cemento Cruz Azul übernommen und eine neue Zeitrechnung in der Zementfabrik eingeleitet hatte. Unter ihm machte das Unternehmen nicht nur einen entscheidenden Schritt in Richtung Modernität und Produktivität, sondern auch auf den Gebieten der Sportförderung und Kultur. So gehörte Álvarez Macías über Jahre hinweg zu den großen Antreibern der konzerneigenen Fußballmannschaft des CD Cruz Azul.

## Geschichte
Der Sportplatz, der heute Teil des Stadiongeländes ist, war bereits Heimspielstätte jener Mannschaft von Cruz Azul, die zwischen 1961 und 1964 in der zweiten Liga spielte. An jenem Ort schaffte Cruz Azul am 19. Januar 1964, dem letzten Spieltag der Saison 1963/64, durch einen 7:1-Erfolg gegen den CD Zamora den Aufstieg in die erste Liga, der der Verein seither ununterbrochen angehört. Ermöglicht wurde der Aufstieg durch die gleichzeitige 1:2-Niederlage des vorherigen Tabellenführers Poza Rica FC beim Orizaba FC.
Um das Gelände erstligatauglich zu machen, wurde am 6. März 1964 mit dem Bau einer Holztribüne begonnen, die nach vier Monaten fertiggestellt war. Am 12. Juli 1964 wurde das Stadion mit einem Spiel gegen den CD Irapuato (3:0) feierlich eröffnet.
In dem neu eröffneten Stadion feierten die Cementeros auch ihre ersten beiden Meistertitel (1968/69 und México 70), bevor sie im Frühjahr 1971 den beengten Verhältnissen der Ciudad Cooperativa Cruz Azul entflohen und ihre Heimspiele fortan im Aztekenstadion von Mexiko-Stadt austrugen. Dennoch nutzte die Mannschaft das Estadio 10 de diciembre noch lange weiter als Trainingsgelände.
Als Heimspielstätte für Ligaspiele im Profifußball wird das Stadion erneut seit 1994/95 genutzt, als das neu gegründete Farmteam Cruz Azul Hidalgo einen Startplatz in der mittlerweile nur noch drittklassigen Segunda División erhielt. Durch die am Ende derselben Saison gewonnene Meisterschaft stieg das Team in die zweitklassige Primera División 'A' auf, der das Farmteam seither ebenso ununterbrochen angehörte wie der vor der Saison 2009/10 neu kreierten Liga de Ascenso, die seither die zweite Liga im mexikanischen Fußball ist. Lediglich in den Jahren zwischen 2003 und 2006, als das Farmteam nach Oaxaca transferiert worden war und dort unter der Bezeichnung Cruz Azul Oaxaca antrat, fanden keine Zweitligaspiele im Estadio 10 de Diciembre statt.
Ferner dient das Stadion auch als Heimspielstätte für in tieferen Ligen spielende Farmteams, wie zum Beispiel Cruz Azul Jasso, dem Meister der Segunda División in der Clausura 2007.